# Diocèse de Bunia
Le diocèse de Bunia est une juridiction de l'Église catholique romaine en République démocratique du Congo.

## Historique
La préfecture apostolique du Lac Albert est créée le 27 juin 1922 à partir de territoires du vicariat apostolique de Stanley Falls et du vicariat apostolique d'Ouganda. Elle devient un vicariat apostolique le 16 décembre 1933.
Le 10 novembre 1959, le vicariat apostolique est promu diocèse et prend son nom actuel, diocèse de Bunia. En 1962, le diocèse perd une partie de son territoire pour établir le diocèse de Mahagi.

## Ordinaires

### Préfet apostolique du Lac Albert
1. Alphonse Joseph Matthijsen (Matthysen), M.Afr. † (21 juin 1922 - 16 décembre 1933), promu vicaire apostolique

### Vicaire apostolique du Lac Albert
1. Alphonse Joseph Matthijsen (Matthysen), M.Afr. † (16 décembre 1933 - 10 novembre 1959), promu évêque

### Évêques de Bunia
1. Alphonse Joseph Matthijsen (Matthysen), M.Afr. † (10 novembre 1959 - 19 août 1963), décédé
2. Gabriel Ukec † (29 septembre 1964 - 2 juillet 1984), démissionnaire
3. Léonard Dhejju † (2 juillet 1984 - 6 avril 2002), démissionnaire
4. Dieudonné Uringi Uuci, depuis le 1er avril 2005

## Évêques originaires du diocèse
- Emmanuel Ngona Ngotsi, M.Afr. (né en 1960), évêque de Wamba
- Christophe Amade, M.Afr. (né en 1961), évêque de Kalemie–Kirungu
- Joseph Banga Bane, né en 1958, évêque émérite de Buta
- Faustin Ngabu, né en 1935, évêque émérite de Goma